# Resolutie 1255 Veiligheidsraad Verenigde Naties
Resolutie 1255 van de Veiligheidsraad van de Verenigde Naties werd op 30 juli 1999 unaniem door de VN-Veiligheidsraad aangenomen, en verlengde de UNOMIG-waarnemingsmissie in Abchazië met zes maanden.

## Achtergrond
Op de golf van opkomend onafhankelijkheidsstreven van Georgië uit de Sovjet-Unie tegen het einde van de jaren 1980, streefde de Abchazische minderheid in de Abchazische autonome republiek de onafhankelijkheid na, uit angst de autonomie in Georgië te verliezen. Het leidde tot etnische spanningen met de Georgiërs, die in Abchazië de grootste bevolkingsgroep waren.
In 1992 kwam het tot een gewapend conflict, waarbij ook Rusland betrokken raakte, dat het voor de Abchaziërs opnam. Begin 1993 braken zware gevechten uit om de Abchazische hoofdstad Soechoemi. In de zomer van 1993 werd een staakt-het-vuren afgesproken en werd de UNOMIG-waarnemingsmissie opgericht. De val van Soechoemi in september 1993 leidde tot grootschalige etnische zuiveringen tegen de Georgische gemeenschap.

## Inhoud

### Waarnemingen
Het was onaanvaardbaar dat over belangrijke kwesties in het conflict in Abchazië geen vooruitgang werd geboekt. Ook bleef de veiligheidssituatie in de conflictzone fragiel. Verder was het noodzakelijk dat de partijen de mensenrechten strikt respecteerden.

### Handelingen
De Veiligheidsraad eiste dat de partijen zich beter zouden inzetten voor het VN-vredesproces en meer in dialoog traden. Er moest snel een politiek akkoord komen over onder meer de status van Abchazië binnen Georgië. Het was onaanvaardbaar dat Abchazië op eigen houtje verkiezingen hield.
Intussen bleef de situatie van de vluchtelingen reden tot bezorgdheid. Ook waren demografische veranderingen ten gevolge van het conflict onaanvaardbaar. Op 7 en 9 juni waren akkoorden bereikt over een verbeterde veiligheid en samenwerking. Beide partijen moesten verder het Moskou-akkoord over een staakt-het-vuren en scheiding van troepen strikt naleven.
Ten slotte verlengde de Veiligheidsraad het mandaat van de UNOMIG-waarnemingsmissie in Georgië tot 31 januari 2000.

## Verwante resoluties
- Resolutie 1187 Veiligheidsraad Verenigde Naties (1998)
- Resolutie 1225 Veiligheidsraad Verenigde Naties
- Resolutie 1287 Veiligheidsraad Verenigde Naties (2000)
- Resolutie 1311 Veiligheidsraad Verenigde Naties (2000)

Lijst ·  1220 ·  1221 ·  1222 ·  1223 ·  1224 ·  1225 ·  1226 ·  1227 ·  1228 ·  1229 ·  1230 ·  1231 ·  1232 ·  1233 ·  1234 ·  1235 ·  1236 ·  1237 ·  1238 ·  1239 ·  1240 ·  1241 ·  1242 ·  1243 ·  1244 ·  1245 ·  1246 ·  1247 ·  1248 ·  1249 ·  1250 ·  1251 ·  1252 ·  1253 ·  1254 ·  1255 ·  1256 ·  1257 ·  1258 ·  1259 ·  1260 ·  1261 ·  1262 ·  1263 ·  1264 ·  1265 ·  1266 ·  1267 ·  1268 ·  1269 ·  1270 ·  1271 ·  1272 ·  1273 ·  1274 ·  1275 ·  1276 ·  1277 ·  1278 ·  1279 ·  1280 ·  1281 ·  1282 ·  1283 ·  1284